# 云南省人民检察院
云南省人民检察院是云南省的检察机关，现任检察长为王光辉。